# Huang Yingying
Huang Yingying (chinesisch 黃瑩瑩 / 黄莹莹, Pinyin Huáng Yíngyíng; * 18. August 2004) ist eine chinesische Leichtathletin, die sich auf den Weitsprung spezialisiert hat.

## Sportliche Laufbahn
Erste internationale Erfahrungen sammelte Huang Yingying im Jahr 2023, als sie bei den Hallenasienmeisterschaften in Astana mit einer Weite von 6,43 m auf Anhieb die Silbermedaille hinter der Japanerin Sumire Hata gewann. Im Juni siegte sie mit 6,24 m bei den U20-Asienmeisterschaften in Yecheon. 2025 gelangte sie bei den Hallenweltmeisterschaften in Nanjing mit 6,39 m auf Rang elf.
2023 wurde Huang chinesische Meisterin in der 4-mal-400-Meter-Staffel.